# Cebrio nigricollis
Cebrio nigricollis is een keversoort uit de familie Cebrionidae. De wetenschappelijke naam van de soort is voor het eerst geldig gepubliceerd in 1838 door Laporte.